# Süderländer Tageblatt
Das Süderländer Tageblatt (ST) ist eine deutsche lokale Traditions- und Heimatzeitung. Sie erscheint in der Stadt Plettenberg, der Gemeinde Herscheid sowie dem angrenzenden Umland (Teile des Kreises Olpe und der Stadt Neuenrade). Die verkaufte Auflage betrug 5.138 Exemplare im Jahr 2016, ein Minus von 16 Prozent gegenüber 1998.

## Aufbau und Organisation
Den Mantel (überregionale Politik, Wirtschaft, Sport und Kultur) bezieht das mit seinen Vorläufern seit 1880 im wirtschaftlich eigenständigen Verlag (O. Hundt GmbH & Co. KG - Verlegerin und Geschäftsführerin: Camilla Hundt) erscheinende Lokalblatt vom zum Ippen-Konzern gehörendenWestfälischen Anzeiger in Hamm. Zudem tauscht es mit dem Märkischen Zeitungsverlag (MZV, Lüdenscheid, ebenfalls zur Gruppe "Westfälischer Anzeiger" im Ippen-Konzern gehörend) Artikel aus. So beliefert das ST die Lüdenscheider Nachrichten (LN) mit einer Seite „Herscheider Nachrichten“ sowie die in Werdohl im MZV erscheinende Tageszeitung Süderländer Volksfreund (SV) mit einer Seite „Vier-Täler-Stadt Plettenberg“. Umgekehrt bezieht das ST vom MZV eine Seite „Aus Kreis und Region“ und tauscht mit den Sportredaktionen des MZV Berichte und Seiten aus.
Auch technisch kooperiert das ST mit dem MZV, dessen modernes Druckzentrum in Meinerzhagen es nutzt. Das Zeitungsformat ist derzeit „Rheinisch“ (früher „Berliner“). Die im siebenspaltigen Satzspiegel erstellte Zeitung wird fast durchgehend farbig gedruckt. Die ursprünglich rote Schmuckfarbe der Titelseite hat sich mittlerweile in ein „Ippen-Blau“ (der druckende MZV gehört zur Verlagsgruppe von Dirk Ippen, dessen Zeitungen – bis auf die in München erscheinende Boulevardzeitung tz – blaue Schmuckfarbe einsetzen) gewandelt. Wo immer möglich, verwendet die Redaktion jedoch die alte Traditions- und Hausfarbe Rot.

## Verbreitungsgebiet

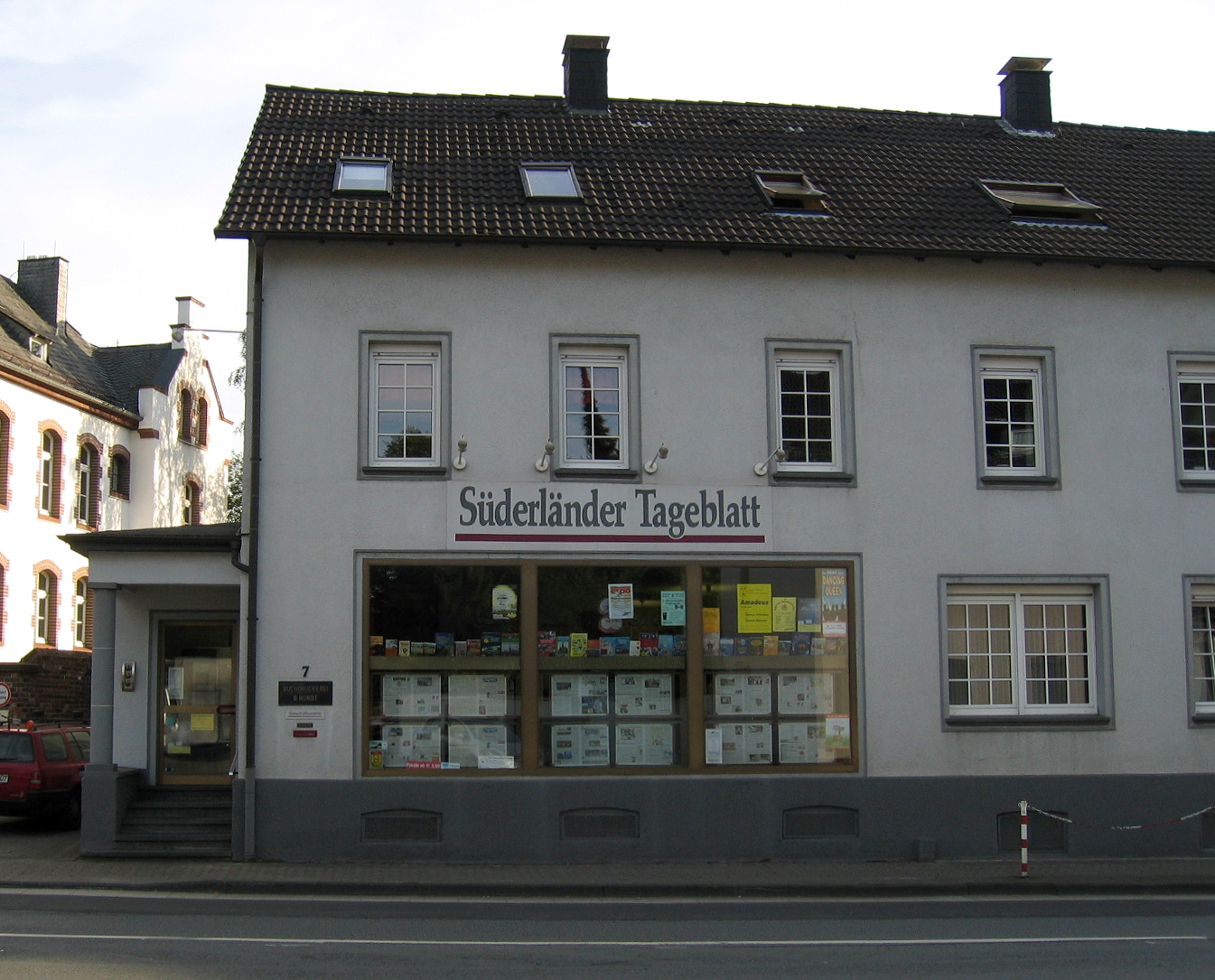
Druck- und Verlagshaus
An der Lohmühle 7 in Plettenberg. Dort sind Leserservice, Anzeigenannahme, privater Postservice sowie Buch- und Drucksachen-Geschäft untergebracht.
Die Redaktion sitzt im benachbarten Gebäudeteil An der Lohmühle 9.

In Plettenberg ist das ST die einzige lokale Tageszeitung. Über Jahrzehnte konkurrierte das ST als Marktführer mit der zur WAZ-Mediengruppe (heute Funke Mediengruppe) gehörenden Westfälischen Rundschau (WR). In den zu Finnentrop bzw. Attendorn gehörenden Erscheinungsorten Rönkhausen bzw. Hülschotten und Lichtringhausen kam neben der WR noch die WAZ-Zeitung Westfalenpost hinzu. In Herscheid sowie in Neuenrade-Affeln und -Altenaffeln erscheint das ST parallel zu den jeweiligen MZV-Partnerzeitungen LN und SV.

## Geschichte
Das heutige Süderländer Tageblatt wurde 1880 von Johann Ruckstuhl als Plettenberger Bote gegründet, ehe es ein Jahr später als Süderländer Wochenblatt firmierte. 1913 wurde es durch werktägliches Erscheinen zum Tageblatt. Heute führt es die Titel Plettenberger Zeitung und Herscheider Nachrichten noch im Kopf. Auch Plettenberger Stadtspiegel und Süderländer Zeitung tauchen und tauchten als Nebentitel noch im Lokalteil auf.
Seit Jahrzehnten wird das ST in Plettenberg mit der Verlegerfamilie Hundt in Verbindung gebracht. In fünfter Verlegergeneration führen heute – als Geschäftsführerin – Camilla Hundt und – als Chef vom Dienst der Redaktion – Stefan Aschauer-Hundt den Verlag. Die Plettenberger Familie Hundt ist eine Seitenlinie der Hattinger Verlegerfamilie Hundt. Der Buchbindermeister Carl Hundt eröffnete dort im Jahr 1837 am Obermarkt eine Buchbinderei. Unter dem Namen "Märkische Blätter" gab er für die Stadt Hattingen und die benachbarten Gemeinden im Umland ab 1849 mit dem Titel Märkische Blätter eine Zeitung heraus, die zwei- bis dreimal pro Woche erschien. Aus ihr entwickelte sich die Hattinger Zeitung. Otto Hundt erwarb 1919 das Süderländer Tageblatt in Plettenberg. Ihm folgten in der Funktion des Plettenberger Verlegers Dr. Herbert Hundt (bis 1978) und Valerie Hundt (bis 2001).
Die Inflationszeit und die Zeit des Nationalsozialismus waren schwierige Phasen für das ST. In den NS-Jahren stand die neutrale Heimatpresse unter starkem Druck des Regimes. Ein Opfer der Schließungswelle wurde das Süderländer Tageblatt. Es musste am 31. Mai 1941 im Zuge der „Kräftekonzentration“ vorläufig sein Erscheinen einstellen. Trotzdem gelang es dem Verlag, unter dem Titel Lüdenscheider General-Anzeiger den Lesern des ST für die Dauer des Krieges eine Zeitung mit lokalen Nachrichten und Anzeigen anzubieten.
Mit dem Einmarsch der Alliierten in Deutschland wurde die Herausgabe von Zeitungen zunächst grundsätzlich verboten. Gestattet wurde lediglich der Druck eines zunächst einmal wöchentlich, später dann zweimal wöchentlich erscheinenden zweiseitigen Bekanntmachungsblattes, in dem vor allem Anordnungen der Besatzungsmacht sowie Bekanntmachungen der Kreis- und Ortsbehörden erschienen. In erster Linie waren es die Bekanntgaben über die aufgerufenen Lebensmittel, die dieses Bekanntmachungsblatt bei der Bevölkerung so begehrenswert machte. Erst am 29. Oktober 1949 konnten die ersten Exemplare des Süderländer Tageblattes im alten Gewande wieder die Rotationsmaschine verlassen.
Ein entscheidender Einschnitt für das ST war die Umstellung des Erscheinens von der Mittagszeit auf den frühen Morgen im Jahr 1994. Neben dem Solinger Tageblatt, der Siegener Zeitung und dem Vlothoer Anzeiger war das ST damit eine der letzten Tageszeitungen in Nordrhein-Westfalen, die sich zu diesem Schritt entschloss.
Einen Wandel gab es auch in der Druck- und Satztechnik: 1985 ersetzte ein Linotype-Fotosatz den Bleisatz. Mitte der 1990er Jahre folgte der Ganzseiten-Umbruch mit einem Redaktionssystem der Hersteller „alfa“ und „funkinform“.
Ebenso wurde vom zweifarbigen Buchdruck auf 4c-Offset-Druck umgestellt. Die alte VOMAG-Druckmaschine (Baujahr 1911) blieb jedoch weiter für die Beilagen-Produktion (und als Notfallreserve) parallel in Betrieb. So wurde auf ihr etwa während des gesamten Jahres 1997 anlässlich des 600-jährigen Plettenberger Stadtjubiläums die über die Stadtgrenzen hinaus beachtete Wochenend-Geschichtsbeilage „da capo“ hergestellt. Aber auch der Feuilleton-Druck endete schließlich. 2001 wurde die Druckmaschine an das Westfälische Freilichtmuseum Hagen abgegeben, wo sie heute im Museumsbetrieb neben der alten historischen Plettenberger Lohmühle ihr „Gnadenbrot“ als Exponat erhält.
Für die Verlagsgruppe Ippen liefert die Redaktion im Zeitungshaus Plettenberg seit 1996 die komplette Berichterstattung aus Herscheid (für den Titel Lüdenscheider Nachrichten) sowie eine Seite "Vier-Täler-Stadt Plettenberg" (für den Titel Süderländer Volksfreund Werdohl).
Mit der Schließung sämtlicher Lokalredaktionen der konkurrierenden Westfälischen Rundschau zum 1. Februar 2013 übernahm die Redaktion des ST auch die Belieferung der WR mit lokalen Inhalten. Das Zeitungshaus Plettenberg produzierte auftragsgemäß einen mengenmäßig klar definierten Lokalteil für die WR in Plettenberg und Herscheid. Mit der völligen Aufgabe der WR-Ausgabe zum 1. Januar 2014 endete diese Tätigkeit.
Auf dem Sektor "Zeitungslogistik" ist der ST-Versand tätig für das eigene Produkt, das Süderländer Tageblatt, und für überregionale Fremdzeitungen wie die Süddeutsche Zeitung. Seit 1998 verteilt der ST-Versand in Plettenberg und Herscheid auch das am Mittwoch erscheinende Anzeigenblatt "Der Bote". Zwischen dem 15. Oktober 2012 und dem 31. Dezember 2013 wurde auch die Westfälische Rundschau ab Rampe Hagen-Bathey durch den ST-Versand in Plettenberg zugestellt.
Im November 2017 stand Stefan Aschauer, Chef vom Dienst beim Süderländer Tageblatt, im Mittelpunkt der Titelgeschichte von Chrismon.

## Auszeichnungen
2010 wurde die Redaktion des Süderländer Tageblatts mit dem Lokaljournalistenpreis der Konrad-Adenauer-Stiftung in der Kategorie Zeitgeschichte ausgezeichnet. Die Redaktionsmitglieder Florian Ahlers, Stefan Aschauer-Hundt, Sebastian Schulz und der freie Mitarbeiter Lucas Hundt erhielten den Preis für ihre Serie „Vereint in der Vereinigung“, mit der der Prozess der deutschen Vereinigung durch rund 25 Zeitzeugeninterviews aus der Partnerstadt Schleusingen reflektiert wurde.
Für ihre Reportagen über mitteldeutsche Unternehmen, den Neubeginn nach der Wende und den schwierigen Prozess des Übergangs von der Plan- zur Marktwirtschaft wurden die Redakteure Florian Ahlers und Stefan Aschauer-Hundt zum 20. Jahrestag der Deutschen Einheit mit dem 2. Platz des Mitteldeutschen Journalistenpreises im Sinne einer lobenden Erwähnung ausgezeichnet. Der Preis wird vergeben von der Industrie- und Handelskammer Halle-Dessau, den Volks- und Raiffeisenbanken und dem Deutschen Journalistenverband.
Gemeinsam mit der Seniorenvertretung der Stadt Plettenberg, die in sich eine "Sonderredaktion Senioren" gebildet hat, gestaltet das Süderländer Tageblatt monatlich eine unter dem Titel "Unsere Themen. Unsere Zeitung" erscheinende Seniorenseite. Mit diesem Projekt bewarb sich das ST um den Ferag-Leser-Blatt-Bindungspreis 2011 des Verbandes Deutscher Lokalzeitungen e. V. und wurde mit dem 1. Platz in der Kategorie "Redaktion" belohnt. Überdies nahm das Projekt auch am Deutschen Publizistikpreis Senioren 2011 teil. Der Publizistikpreis Senioren geht auf eine Initiative der Feier@bend Online-Dienste für Senioren AG (Frankfurt am Main) und des Meyer-Hentschel Instituts (Saarbrücken) zurück. Dabei wurde das Plettenberger Projekt mit einer "ausdrücklichen lobenden Erwähnung" ausgezeichnet.
2012 wurde die Redaktion mit dem Journalistenpreis 2011 der Volksbanken, Raiffeisenbanken, Spar- und Darlehenskassen in Rheinland und Westfalen ausgezeichnet. Die Reportagenserie „Höchst elektrisierend. Unsere neue Mobilität“ wurde unter dem Stichwort "Wirtschaft im Lokalen" als preiswürdig anerkannt. Für dieselbe Serie erhielt das Süderländer Tageblatt abermals den Deutschen Lokaljournalistenpreis der Konrad-Adenauer-Stiftung in der Kategorie Wirtschaft.
Für eine über 100 Folgen umfassende Serie über Innenstadtgestaltung, demographischen Wandel, Einzelhandel in der Kleinstadt und insbesondere über ein Ansiedlungsprojekt auf dem Mylaeus-Gelände wurde die Redaktion des Süderländer Tageblattes im Frühsommer 2013 mit dem Ralf-Dahrendorf-Preis für Lokaljournalismus und mit dem Herbert Quandt-Medienpreis ausgezeichnet.

## Auflage
Die verkaufte Auflage des Süderländer Tageblatts betrug 2016, dem Zeitpunkt der letztmaligen Meldung an die IVW, 5.138 Exemplare. Das entspricht einem Rückgang von 1003 Stück oder 16 Prozent gegenüber 1998. Danach stellte das Blatt die Meldung der Auflagenzahlen an die IVW ein.
| 1998 | 1999 | 2000 | 2001 | 2002 | 2003 | 2004 | 2005 | 2006 | 2007 | 2008 | 2009 | 2010 | 2011 | 2012 | 2013 | 2014 | 2015 | 2016 | 2017 | 2018 | 2019 | 2020 | 2021 | 2022 | 2023 | 2024 |
| ---- | ---- | ---- | ---- | ---- | ---- | ---- | ---- | ---- | ---- | ---- | ---- | ---- | ---- | ---- | ---- | ---- | ---- | ---- | ---- | ---- | ---- | ---- | ---- | ---- | ---- | ---- |
| 6143 | 6067 | 6054 | 5992 | 5838 | 5666 | 5528 | 5286 | 5276 | 5194 | 5079 | 4955 | 5136 | 5004 | 4883 | 5415 | 5515 | 5355 | 5138 |      |      |      |      |      |      |      |      |